# からめる
からめる（1998年8月1日 - ）は、日本の動画クリエイター、漫画家、イラストレーター。
長野県出身。現在は千葉県習志野市在住。作品はシンプルなイラストやシュールなオチで人気を集め、SNSやYouTubeを中心に高い知名度を持つ。

## 概要
「クソ動画クリエイター」を自称する。小学校、中学校の頃は教科書に落書きして怒られる子供だった。中学3年生頃から、趣味でアニメーションを制作。大学受験が終わり自由な時間が持てるようになったことがきっかけで、Twitterへの投稿を開始した。動画投稿時、ちょうどプリンを食べていたので「からめる」という名前をつけ、夕飯が春巻きだったため、Twitterのアカウント名は「@purinharumaki」にした。Twitterへの動画作品の初投稿は2016年の年末。投稿からわずか2週間でTwitterのフォロワー数を5000人に伸ばし、1ヶ月でフォロワー数は6万人に達した。2017年4月に発売されたLINEスタンプ第1弾・第2弾は、ともにクリエーターズランキング1位を獲得。オリジナルの動くLINEスタンプは、発売から数時間でクリエイターランキング1位を獲得した。
2021年3月、『コロコロコミック』同年5月号から連載を開始することが発表された。ただし、2022年9月号を最後に休載している。
2022年1月、『星のカービィシリーズ』の絵本シリーズ『いつでもカービィ』の第7弾『カービィといっしょ』（原作：谷口あさみ）の作画を担当。同作が自身初の単行本として出版される。同シリーズには、2023年7月発売の第10弾にも携わっている。

## 作品

### 漫画連載
- からめる（『月刊コロコロコミック』2021年5月号[8] - 2022年9月号[9]、既刊1巻）※休載中[9]
  1. 2022年7月14日発売[10]、ISBN 978-4-09-143539-2
    - 「からめる 色付き」2024年12月26日発売[11]、ISBN 978-4-09-149880-9 ※上記と同内容でフルカラー化したもの[12]

### 絵本
- 絵本シリーズ『いつでもカービィ』（作：谷口あさみ、小学館）
  - 第7弾「カービィといっしょ」（2022年1月21日発売[13]）
  - 第10弾「おかえりカービィ」（2023年7月21日発売）

## コラボレーション
- マンダム「ギャツビーパーフェクト泡洗顔」：「#泡道ムービー『泡スタンプ篇』」[2]（2018年3月）
- セガ 音楽ゲーム「maimai でらっくす」内「からめるちほー」（2019年11月）
- ナナヲアカリ「逆走少女」ミュージックビデオ[14][15]（2020年3月）
  - 「逆走少女」 - YouTube
  - 作詞：てにをは 作曲：みきとP 編曲：emon（Tes.）。アルバム「七転七起」初回生産限定盤B収録（AICL-3982、AICL-3986）
- YouTuber「クソハムちゃんねる」とのコラボ動画配信（2021年3月）
- 海上保安庁「ネコに海は守れないので、海の事件・事故は118番!! 海上保安庁×からめる」[16][17]（2021年7月）
- 「星のカービィシリーズ」の公式絵本『いつでもカービィ』シリーズの最新作『カービィといっしょ』発売記念動画（2022年2月）
- maimaiシリーズ10周年・記念楽曲「OTOGEMA」
- セブン-イレブン「からめるキャンペーン」[18][19][20]（2022年7月）
- サンシャイン水族館「サンシャイン水族館×からめる」コラボグッズ発売[21]（2024年7月）

## オリジナル曲
- 3連休のうた - YouTube（2019年7月12日公開）
- 休日終了のうた - YouTube（2019年7月16日公開）
- あつすぎの歌 - YouTube（2019年8月18日公開）
- 大阪行ってきます - YouTube（2020年1月19日公開）
- すしのうた（1m18s〜） - YouTube（2021年4月15日公開）
- いまこれになってる - YouTube（2023年6月8日公開）
- あつすぎの歌（Full ver.） - YouTube（2023年7月7日公開）

マタタビムービーラボ
- 地獄のマタタビソング（オープニング） - YouTubeプレイリスト（2020年8月1日公開）
- 限界（エンディング） - YouTubeプレイリスト（2020年8月1日公開）
- マタタビ騒ぎの歌(仮)（オープニング） - YouTube（2022年9月23日公開）

## イベント
- 2018年：講演「イラストレーターってなんだろう〜イラストとSNS〜」（東海中学校・高等学校（愛知県名古屋市）「サタデープログラム」にて[22]）
- 2020年：日本テレビの情報番組『シューイチ』の「まじ★すか」でからめる本人が出演した。